# Daiki Matsumoto
Daiki Matsumoto (født 29. maj 1991) er en japansk fodboldspiller.
Han har spillet for flere forskellige klubber i sin karriere, herunder Ventforet Kofu og V-Varen Nagasaki.